# Sphaeroforma arctica
Sphaeroforma arctica — вид одноклітинних евкаріот, близьких до спільного предка грибів та тварин. Назва вперше опублікована 2002 року.